# Calliphlox evelynae
Calliphlox evelynae е вид птица от семейство Колиброви (Trochilidae).

## Разпространение
Видът е разпространен в Бахамските острови, САЩ и Търкс и Кайкос.